# خرد آموزی

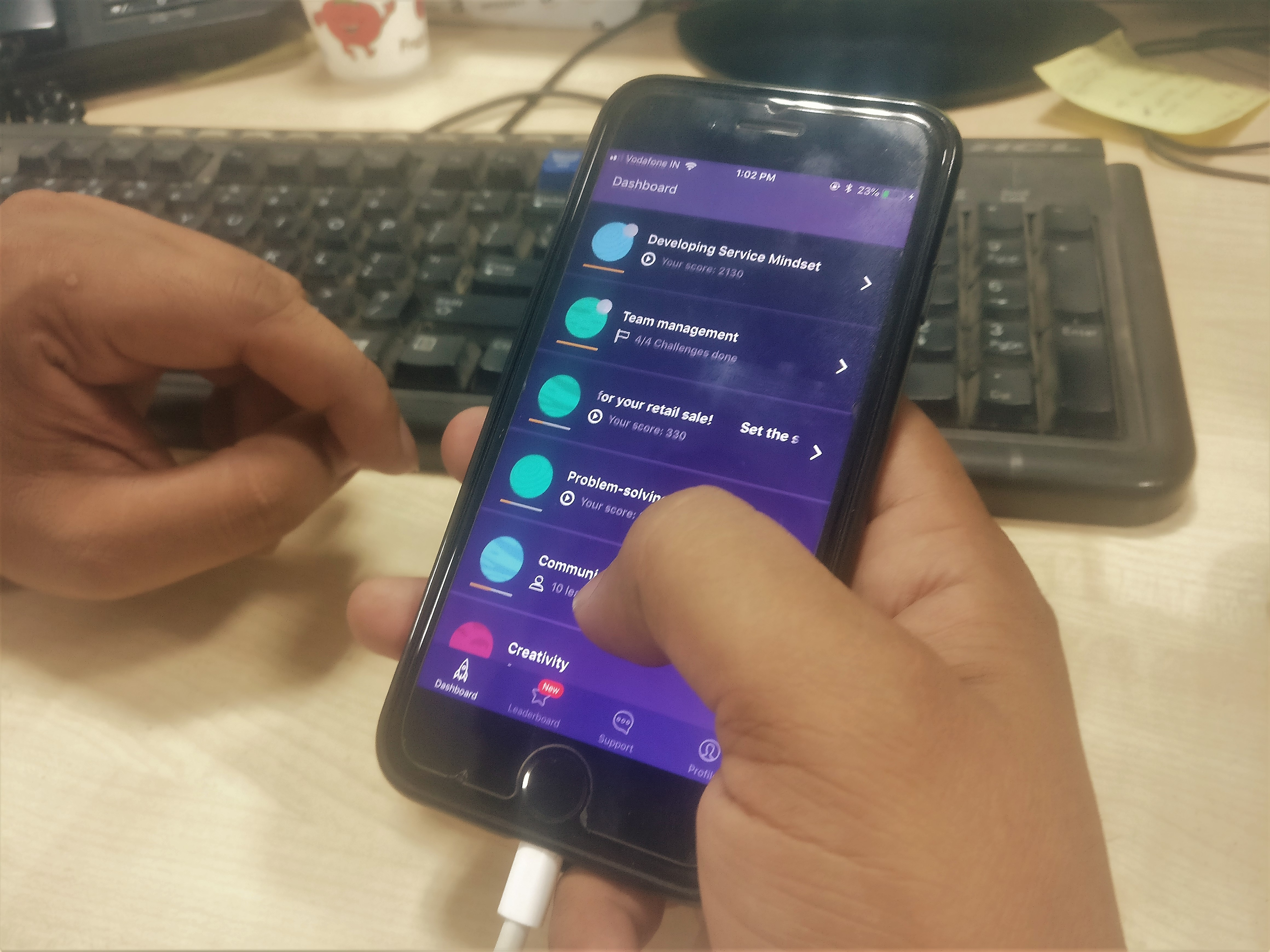
فرآیندهای خُرد آموزی (میکرو لرنینگ) را می‌توان از طریق تلفن همراه و در محیط کار نیز انجام داد.

میکرو یادگیری (خُرد آموزی)،آموزش بر پایه واحدهای یادگیری خُرد، که در زبان انگلیسی به آن میکرو لرنینگ (Microlearning) می‌گویند، با واحدهای نسبتاً کوچک و فعالیت‌های کوتاه مدت یادگیری سر و کار دارد.

### خُرد آموزی در مدارس
میکرولرنینگ (Microlearning از کلمه یونانی “micro” به معنی کوچک)، خُردآموزی، میکرو یادگیری و یا یادگیری خُرد به یک رویکرد آموزشی اشاره دارد که واحدهای یادگیری کوچک با مقدار اطلاعات کافی برای کمک به دانش‌آموزان در رسیدن به هدفشان را ارائه می‌دهد. میکرولرنینگ جدیدترین اصطلاح رایج در حوزه طراحی آموزش مجازی است.